# 전안
전안(田安, ? ~ 기원전 206년)은 진나라 말기의 인물이다. 제왕 건의 손자며 항우가 책봉한 열여덟 제후왕 중 제북왕(濟北王)이다.
진나라 말기의 혼란기에 제나라를 재건한 전담(田儋)·전가(田假) 형제의 세력과는 별도로, 항우가 조나라를 구원하러 출진할 무렵에 자기 힘으로 제북군의 몇 성을 함락했으며 이를 가지고 항우에 투항했다. 이 때문에 항우의 신임을 받아, 기원전 206년에 항우가 진나라를 멸하고 각지에 제후왕들을 봉건하면서 제나라를 삼분하여 나눈 삼제(三齊)의 왕 중 하나인 제북왕(濟北王)이 되었다. 서울은 옛 진나라 때 제북군(濟北郡)의 치소인 박양현(博陽縣)에 두었다. 원래 제나라의 실권자 전영(田榮)은 항우(項羽)에게서 봉지를 받지도 못한데다, 자신이 옹립한 왕 전시(田市)가 교동국(膠東國)으로 옮겨진 데 불만을 품었으나, 전시가 이를 따르려 하자, 전시를 죽이고 제왕(齊王)을 자칭하였다. 마침내 재위 여섯 달 만에 전안(田安)은 전영의 공격을 받아 살해되었다.
제나라 사람들은 전안의 집안을 '왕가'(王家)라 불렀고, 이 때문에 전안의 자손은 왕씨를 일컬었다. 효원황후(孝元皇后) 왕정군(王政君), 왕망(王莽)도 전안의 자손이다.
왕망이 신나라를 건국하자 전안은 시호 제북민왕(濟北愍王), 묘호 왕조(王祖)로 추존되었고 신의 종묘에 신주가 봉안되었으나 23년 신나라가 멸망하자 그의 신주는 철거되었다.

## 가계
- 제왕 건 (할아버지)
  -  ?
    - 전안
      -  ?
        - 왕수(王遂 ♂)[8]
          - 왕하(王賀 ♂)
            - 왕금(王禁 ♂)[9][10]
              - 왕군협(王君俠 ♀)[11]
                - 순우장(淳于長 ♂)[12]

              - 왕정군(王政君 ♀)[13]
              - 왕군력(王君力 ♀)[14]
              - 왕군제(王君弟 ♀)[15]
              - 왕봉(王鳳 ♂)[16]
              - 왕만(王曼 ♂)[17]
                - 왕영(王永 ♂)[18]
                  - 왕광(王光 ♂)[19]
                    - 왕가(王嘉 ♂)[20]

                - 왕망(王莽 ♂)[21]
                  - 왕씨(王氏 ♀)[22]
                  - 왕엽(王曄 ♀)[23]
                  - 왕첩(王捷 ♀)[24]
                  - 왕우(王宇 ♂)[25]
                    - 왕수(王壽 ♂)[26]

                  - 왕획(王獲 ♂)[27]
                  - 왕안(王安 ♂)[28]
                  - 왕림(王臨 ♂)[29]
                  - 왕흥(王興 ♂)[30][31]
                  - 왕광(王匡 ♂)[32]

              - 왕담(王譚 ♂)[33]
                - 왕인(王仁 ♂)[34]
                  - 왕술(王述 ♂)[35]
                  - 왕반(王磐 ♂)[36]
                    - 왕숙(王肅 ♂)[37]

                - 왕거질(王去疾 ♂)[38]
                - 왕굉(王閎 ♂)[39]
                - 왕향(王向 ♂)[40]

              - 왕숭(王崇 ♂)[41]
              - 왕상(王商 ♂)[42]
              - 왕립(王立 ♂)[43]
                - 왕주(王柱 ♂)[44]
                - 왕단(王丹 ♂)[45]
                  - 왕홍(王泓 ♂)[46]

              - 왕근(王根 ♂)[47]
                - 왕섭(王涉 ♂)[48]

              - 왕봉시(王逢時 ♂)[49]
                - 왕매지(王買之 ♂)[50]

            - 왕홍(王弘 ♂)[51]
              - 왕음(王音 ♂)[52]
                - 왕순(王舜 ♂)[53]
                  - 왕연(王延 ♂)[54]
                  - 왕광(王匡 ♂)[55]
                  - 왕림(王林 ♂)[56]

- 전가